# Allum
Allum är ett köpcentrum i Partille centrum som började byggas den 3 september 2004 och invigdes den 9 april 2006. "Allum" eller "Allom" är fornsvenskans dativform för nusvenskans ord för "alla". Betydelsen är "åt alla" eller "till alla".
En byggnation över E20 fungerar som en länk mellan den södra och norra delen. Byggnationen förmedlar dels en känsla av ett sammanhängande köpcentrum, dels inhyser den butiker och en passage.
Allum, med en yta på 50 000 kvadratmeter, har skapat runt 650 arbetstillfällen, inhyser cirka 100 butiker och har cirka 1700 P-platser. Det finns en busstation som ligger under köpcentrets passage över E20. En pendeltågsstation finns 200 meter norr om köpcentrumet.

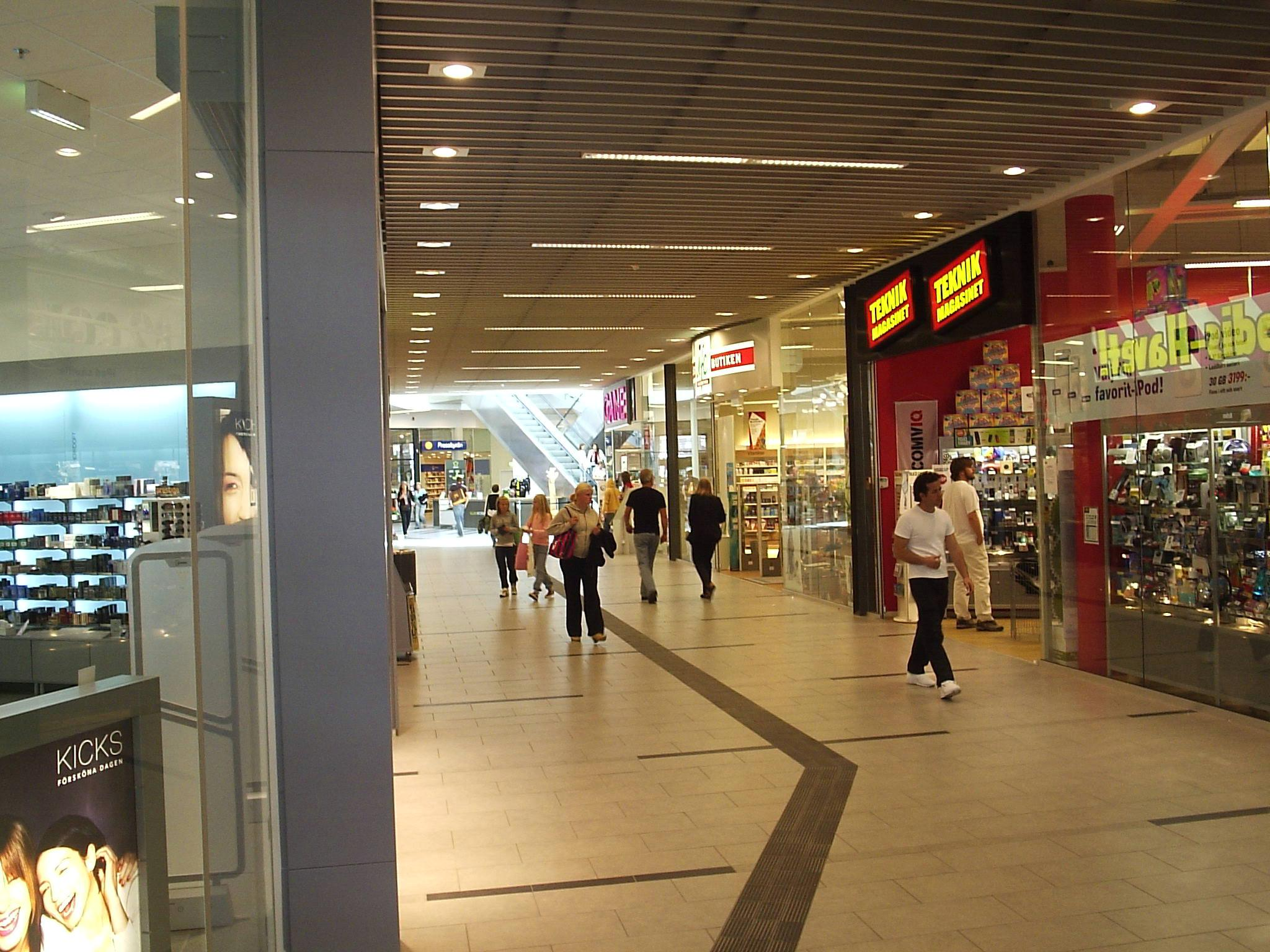
Interiör

Allum har öppet vardagar 10-20, lördagar och söndagar 10-18. 
Bland butikerna finns Åhléns, ICA Maxi, H&M, Lindex, Kicks, Dinsko, Clas Ohlson, Kjell & Company, KappAhl,  Intersport och Stadium.
Varje år besöker cirka 5,6 miljoner kunder Allum. Omsättningen var 2010 på cirka 1,8 miljarder kronor (brutto). Vid premiärdagen den 9 april 2006 kom 75 000 personer för att besöka Allum.
Allum planerade 2012 att bygga ut kring Kyrktorget (ett torg i Partilles centrum, norr om E20) för att bättre integrera torget i köpcentrumet, med en planerad invigning under 2014, men denna plan avbröts. Nya förslag på utbyggnad har sedan dess framlagts.